# Eteldreda
Eteldreda o Aethelthryth —en anglès, contret com a Audrey— (Exning, Ànglia Oriental, 636 - Ely, 679) fou reina consort de Northúmbria, monja i abadessa. És venerada com a santa per diverses confessions cristianes.
Filla del rei Anna de l'Ànglia Oriental, aquest la donà en matrimoni a Tonbert, príncep de Gyrvians. Molt devots, els dos acordaren no consumar el matrimoni i als tres anys, el marit morí. Eteldreda, vídua, es retirà llavors a l'illa d'Ely, que li havia llegat el seu espòs.
Volia fer-s'hi monja, però consentí amb un nou matrimoni per raons polítiques amb Egfrid, rei de Northúmbria, amb la condició que el marit respectés la seva virginitat. Poc després, però, el marit argumentà que havia comès un error i demanà al bisbe que invalidés el matrimoni. Eteldreda es refugià llavors a la catedral d'Ely, on fundà un monestir del que fou abadessa fins que morí en 679. La succeí al càrrec la seva germana Sexburga.
Quan en 694 s'anà a traslladar el seu cos a una nova tomba, fou trobat incorrupte; es tingué com un miracle i senyal que era santa, i començà a ésser venerada. En 1106, una nova translació de la tomba, durant la construcció de la nova catedral, incrementà el culte.